# Viticoltura in Uruguay
La viticoltura in Uruguay è conosciuta al mondo soprattutto per i vini rossi prodotti da uve tannat anche se ultimamente anche i vini bianchi ottenuti da albariño stanno cominciando a ricevere attenzione a livello internazionale. In termini di produzione, è il quarto paese dell'America meridionale raggiungendo nel 2023 una quantità di 102.964 tonnellate di uve prodotte.

## Storia
La moderna industria vinicola in Uruguay risale al 1870 e fu avviata da immigrati principalmente di origine basca e italiana. In quell'anno risale l'introduzione nel paese del vitigno Tannat per opera del basco Don Pascual Harriague.
L'albariño, invece, venne introdotto in Uruguay nel 1954 da immigrati provenienti dalla regione spagnola della Galizia, in particolare dalla città de La Coruña. Quando, alla fine degli anni ’80, iniziò a prendere forma l’associazione di libero scambio del Mercosur, l’Uruguay adottò misure per aumentare la qualità dei suoi vini e intensificò gli sforzi di marketing per paura di essere surclassato dai vini brasiliani e da quelli argentini che avevano costi di produzione nettamente inferiori.

## Sistema di classificazione
Esistono due livelli di classificazione per i vini in Uruguay:
- Vino de calidad preferente (VCP), categoria "Vini di qualità prodotti in regioni determinate". I vini devono essere ottenuti da varietà Vitis vinifera e devono essere venduti in bottiglie da 75 cl o più piccole.
- Vino común (VC), categoria “vino da tavola”. I vini sono spesso venduti in damigiane e Tetra Pak e in gran parte sono rosati.

## Regioni vitivinicole
Le regioni vinicole dell'Uruguay corrispondono con le sue regioni amministrative. Mentre per le altre forme di agricoltura del paese si usa procedere a  raggruppamenti in zone cardinali-intercardinali, per la viticoltura non c’è mai stato un raggruppamento ufficiale delle regioni vinicole in zone più grandi sulla base delle pubblicazioni rilasciate dal Ministero del bestiame, Agricoltura e pesca.
La maggior parte dei vigneti e delle aziende vinicole si trovano sulle colline a nord della capitale Montevideo, in particolare nei dipartimenti di Canelones, di Montevideo, Colonia e San José. Con la scomparsa dei vigneti a Flores, Rio Negro e Treinta y Tres, avvenuta tra il 1989 e il 2007, attualmente ci sono vigneti in 15 dei 19 dipartimenti.

## Vitigni
Tra le uve presenti nel paese, il Tannat è il più diffuso (36%). Altre varietà comuni sono Merlot (10%), Chardonnay (7%), Cabernet Sauvignon (6%), Sauvignon blanc (6%) e Cabernet Franc (4%). Il Moscato d'Amburgo è ancora una varietà comune per i vini da tavola rosati.